# Gackt
Gackt Camui (神威 楽斗 Kamui Gakuto?) (n. 4 iulie 1973) este un cântăreț, compozitor și actor japonez. Este un fost membru al formației Malice Mizer (1995-1999). În 1999 Gackt a debutat solo cu discul single „Mizérable. 

## Discografie

### Albume
- 1999: Mizerable
- 2000: Mars
- 2001: Rebirth
- 2002: Moon
- 2003: Crescent
- 2005: Love Letter
- 2005: Diabolos
- 2009: Re:Born

### Compilații
- 2004: The Sixth Day: Single Collection
- 2004: The Seventh Night: Unplugged
- 2006: Jūnigatsu no Love Song: Complete Box
- 2007: 0079-0088
- 2008: nine*nine

## Filmografie parțială
- Moon Child (film), 2003
- Bunraku (film), 2011